# Hyposerica pexicollis
Hyposerica pexicollis är en skalbaggsart som beskrevs av Leon Fairmaire 1897. Hyposerica pexicollis ingår i släktet Hyposerica och familjen Melolonthidae.
Artens utbredningsområde är Madagaskar. Inga underarter finns listade i Catalogue of Life.